# Chó Ban
Chó Ban (tiếng Anh: Bandog, còn gọi là Bandogge) là một giống chó được cho là có nguồn gốc từ thời Trung cổ ở Anh. Johannes Caius xuất bản một cuốn sách bằng tiếng Latinh năm 1570, được dịch sang tiếng Anh năm 1576 bởi Abraham Fleming dưới tiêu đề Of Englishe Dogges trong đó ông mô tả Bandog là một con chó to lớn, bướng bỉnh, hăng hái với một cơ thể nặng.
Sự phổ biến của cái tên "Bandog" đã được hồi sinh vào giữa những năm 1960 khi một bác sĩ thú y tên là John B. Swinford chọn những cá thể tốt của các giống nền tảng cụ thể để tạo ra những gì ông coi là con chó bảo vệ tối thượng, một giống được gọi là Chó Ban Swinford. (hoặc Swinford Bandogge). Sử dụng lựa chọn về hiệu suất của giống chó, Tiến sĩ Swinford tập trung các thuộc tính mong muốn cho sáng tạo của mình và loại bỏ những cá thể chó không mong muốn để sản xuất những gì ông tin là giống chó bảo vệ tốt nhất từng tồn tại. Swinford đã làm việc trên chương trình của mình trong nhiều thế hệ, và đã nhận được sự công nhận đáng kể cho công việc của mình trong nhiều cuốn sách và tạp chí. Nhưng không may Dr. Swinford qua đời vào tháng 11 năm 1971 trước khi củng cố tương lai của giống chó do mình sáng tạo. Vì lý do này, một số người đặt câu hỏi về thành công lâu dài của chương trình của ông, tuy vậy, điều này đặt ra một vai trò quan trọng trong việc tái kích thích sự quan tâm của một số cá nhân và kết quả là có một giống chó tên gọi Bandog - Chó Ban.